# 1882 في سويسرا
فيما يلي قوائم الأحداث التي وقعت خلال عام 1882 في سويسرا.

## سياسة

### انتهاء فترة المنصب
- 6 ديسمبر – ألفرد إيشر عضو المجلس الوطني السويسري ‏.

## مواليد

### يناير
- 1 يناير – هنري دريفوس كيميائي سويسري.

### فبراير
- 20 فبراير – مارغريت فاس-هارديغر نقابية سويسرية.[1]

### مارس
- 20 مارس – أرنولد هايم مستكشف سويسري.[2]
- 30 مارس – إيما يونغ نفسانية سويسرية.[3]

### نوفمبر
- 6 نوفمبر – جوليس فافر[4]

## وفيات

### سبتمبر
- 30 سبتمبر – يوهان جاكوب هيرزوغ (مواليد 1805)[5]

### أكتوبر
- 31 أكتوبر – فريدريك سيغفريد (مواليد 1809) سياسي سويسري.

### ديسمبر
- 4 ديسمبر – غوتليب أوت (مواليد 1832) سياسي سويسري.
- 6 ديسمبر – ألفرد إيشر (مواليد 1819)[6]